# Смоловые Лозки
Смоловые Лозки (бел. Смаловыя Лозкі) — посёлок в Кривском сельсовете Буда-Кошелёвского района Гомельской области Беларуси.

## География

### Расположение
В 25 км на юг от районного центра и железнодорожной станции Буда-Кошелёвская (на линии Жлобин — Гомель), 28 км от Гомеля.

## Транспортная сеть
Транспортные связи по просёлочной, затем автомобильной дороге Жлобин — Гомель. Строения деревянные усадебного типа.

## История
Основан в начале 1920-х годов переселенцами с соседних деревень на бывших помещичьих землях. В 1930 году жители деревни вступили в колхоз. Во время Великой Отечественной войны В сентябре 1943 года оккупанты сожгли 14 дворов. В 1959 году в составе колхоза имени М. И. Калинина (центр — деревня Ивольск).
До 16 декабря 2009 года в составе Ивольского сельсовета.

## Население

### Численность
- 2004 год — 2 двора, 2 жителя.

### Динамика
- 1940 год — 15 дворов, 71 житель.
- 1959 год — 45 жителей (согласно переписи).
- 2004 год — 2 двора, 2 жителя.